# 赛恩塔尔
赛恩塔尔（Sainthal），是印度北方邦Bareilly县的一个城镇。总人口13390（2001年）。

## 人口
该地2001年总人口13390人，其中男性6922人，女性6468人；0—6岁人口2381人，其中男1228人，女1153人；识字率38.14%，其中男性为45.61%，女性为30.15%。